# Рокитне (Кременчуцький район)
Роки́тне — село в Україні, в Омельницькій сільській громаді Кременчуцького району Полтавської області. Населення становить 1124 осіб. Колишній центр Рокитненської сільської ради.

## Географія
Село Рокитне знаходиться за 7 км від міста Кременчук на берегах річки Сухий Омельник, яка через 4 км впадає в річку Псел. Вище за течією на відстані 1 км розташоване село Литвиненки, нижче за течією на відстані 1,5 км розташоване село Романки. На відстані 1,5 км знаходяться село П'ятихатки і місто Кременчук. Поруч проходять автомобільна дорога М22 (E584) і залізниця, зупинний пункт Калачівський за 1 км.

## Походження назви села
Назва села походить від діалектної назви рокита (верба).

## Історія
За переписом 1859 року хутір Рокитний налічував 6 дворів, 49 жителів.
У 1900 році в Рокитному Потоцької волості Кременчуцького повіту — козацька й селян-власників громади, 319 дворів, 2138 жителів. При церкві діяла церковнопарафіяльна школа (була закрита 1905 року), дві школи грамоти.
1917 року відбулося селянське повстання, під час якого були спалені маєтки поміщика Вогнивенка й заарештовано поміщика Калачевського. Радянську владу було проголошено на початку 1918 року.
За переписом 1926 року в Рокитнянській сільраді було 29 хуторів, 710 дворів, 3331 житель.
У 1929 році були створені перші колгоспи: «Комінтерн», «Червоний сніп», ім. В. І. Чапаєва та ім. Т. Г. Шевченка. З них у 1935 році було утворено дві сільськогосподарські артілі: «Вільний селянин» та ім. К. Є. Ворошилова. 1933 року був створений радгосп.
У роки Німецько-радянської війни під час окупації нацистською Німеччиною на примусові роботи з села вивезли 186 жителів.

## Інформація про населений пункт
В селі вирощують пшеницю, жито та інші культури. Центральна садиба — у П'ятихатках. Вона має два відділки з площею землі 3876 га. На площі 100 га розкинулись плодові сади.
Також в селі розвинуте тваринництво. На території Рокитненської сільської ради розміщене селянське фермерське господарство «Атланта», керівником якого є Кравченко Василь Анатолійович.
У селі є школа, бібліотека та будинок культури.

## Відомі люди

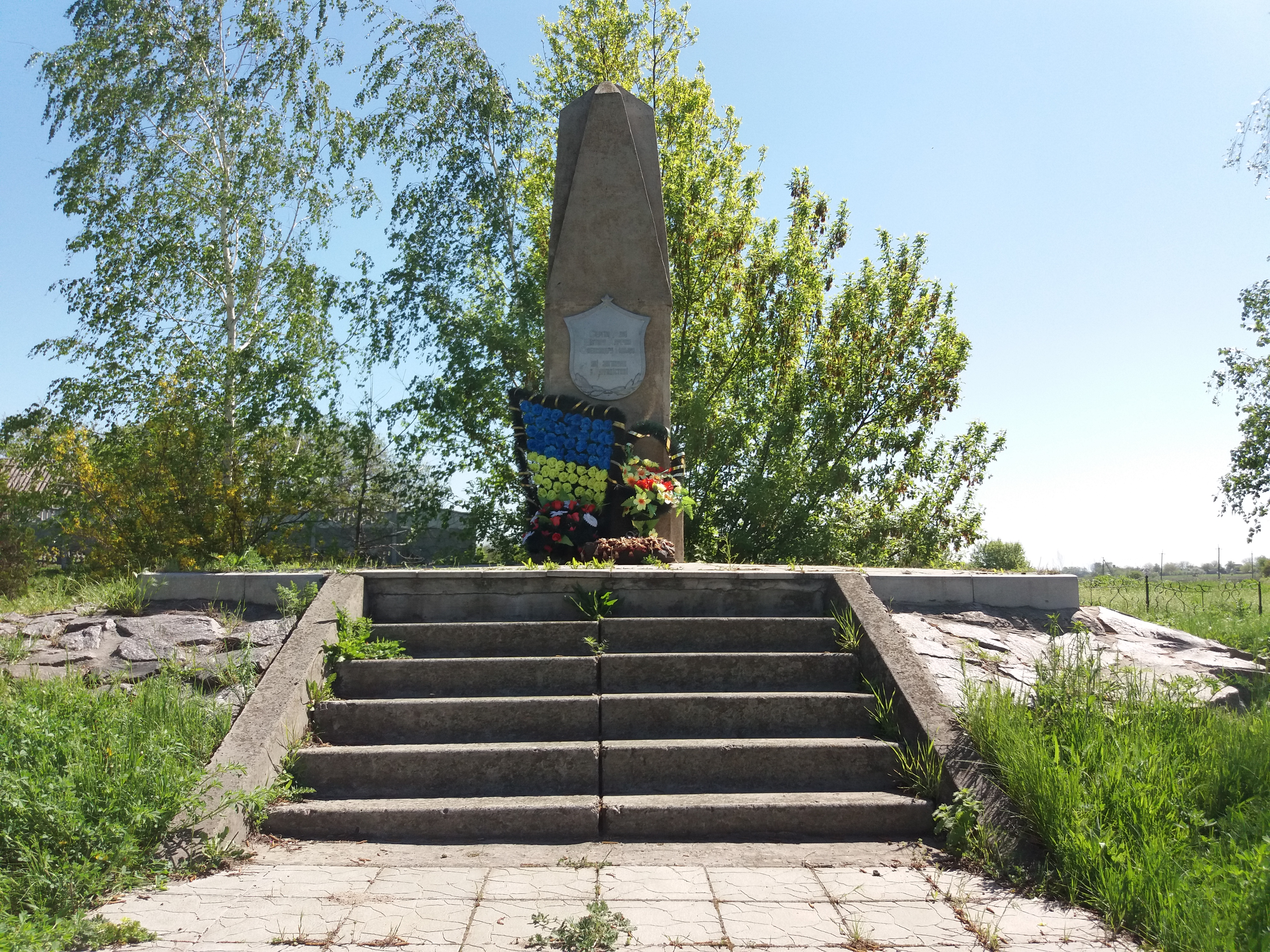
Пам'ятний знак загиблим учасникам бойових дій в Афганістані

- Калачевський Михайло Миколайович (1851—1907) — український композитор, піаніст, музично-громадський діяч та юрист.
- Безпарточна Людмила Сергіївна — Кременчуцька художниця, вчитель трудового навчання та художнього мистецтва.
- Мовчан Дмитро Васильович (1978—2017) — капітан Збройних сил України. Учасник російсько-української війни.
- Садовничий Євген Валентинович (1992—2016) — молодший сержант Збройних сил України, учасник російсько-української війни.
- Щербак Анатолій Іванович — український кінознавець, сценарист, кандидат філологічних наук (з 1954 року), член Спілки кінематографістів України.

## Визначні місця

### Монументи
- Братська могила радянських воїнів
- Пам'ятний знак учасникам бойових дій в Афганістані

### Парк Калачевського
Сімейний парк Михайла Калачевського зберігся в Рокитному й донині.
У селі Рокитному Кременчуцького району Полтавської області колись знаходився маєток відомого українського композитора, музично-громадського діяча, піаніста та юриста Михайла Миколайовича Калачевського (1851—1907). Тут він зробив свій парк із дерев, які привозив із різних куточків світу, в своєму парку мав велику колекцію бузку. В цей парк Калачевський вклав всю свою душу.
І нині ця мальовнича місцина слугує місцем відпочинку для місцевих жителів та гостей. І хоча не зберігся старовинний фонтан та скульптури, тут досі можна зустріти безліч видів старезних дерев. Росте тут сосна канадська, тополя пірамідальна, софора японська, блакитна ялина та рідкісні види лікарських трав і квітів.

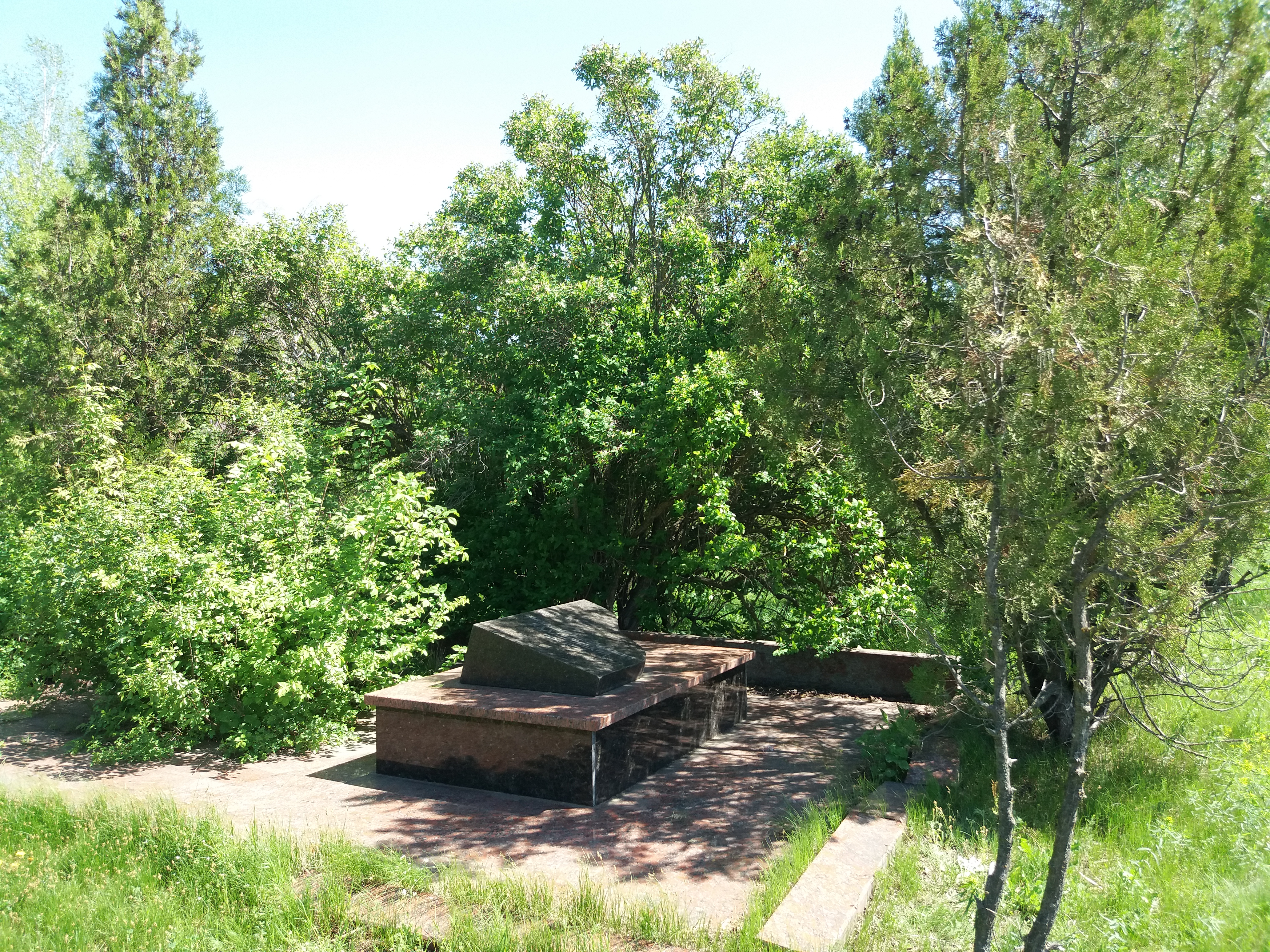
Могила композитора Михайла Калачевського
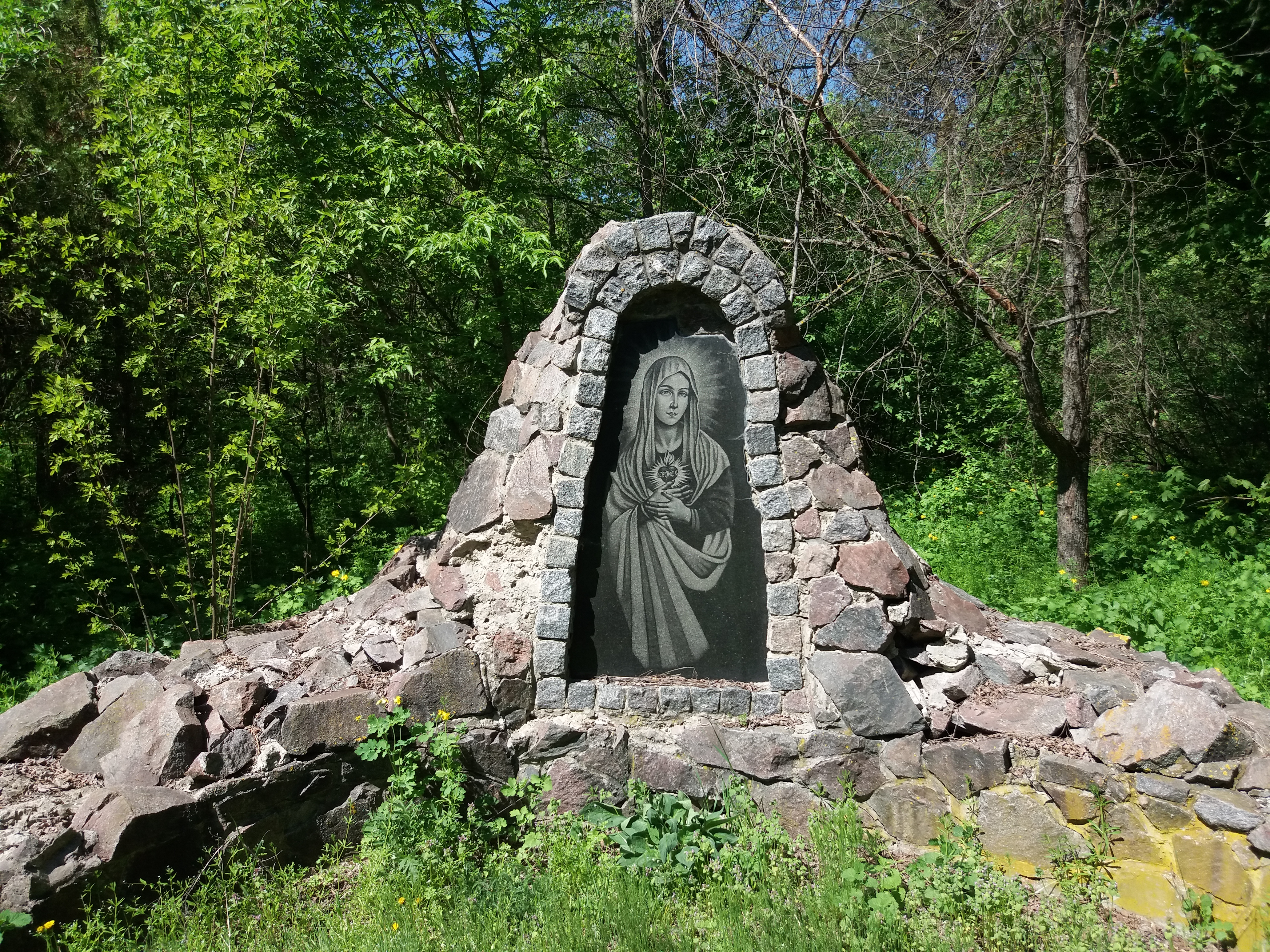
Руїни фонтану в парку
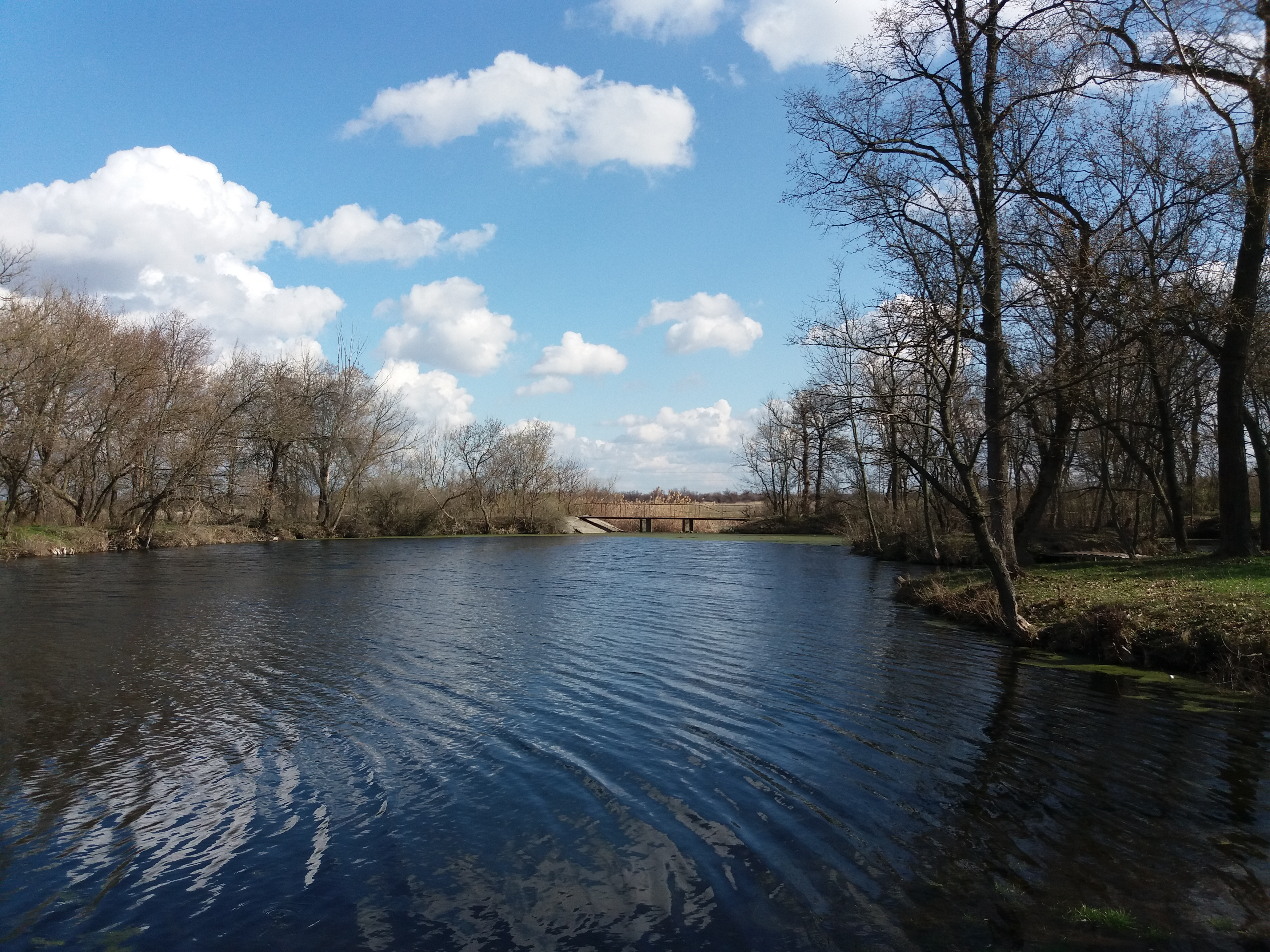
Річка Сухий Омельник у парку
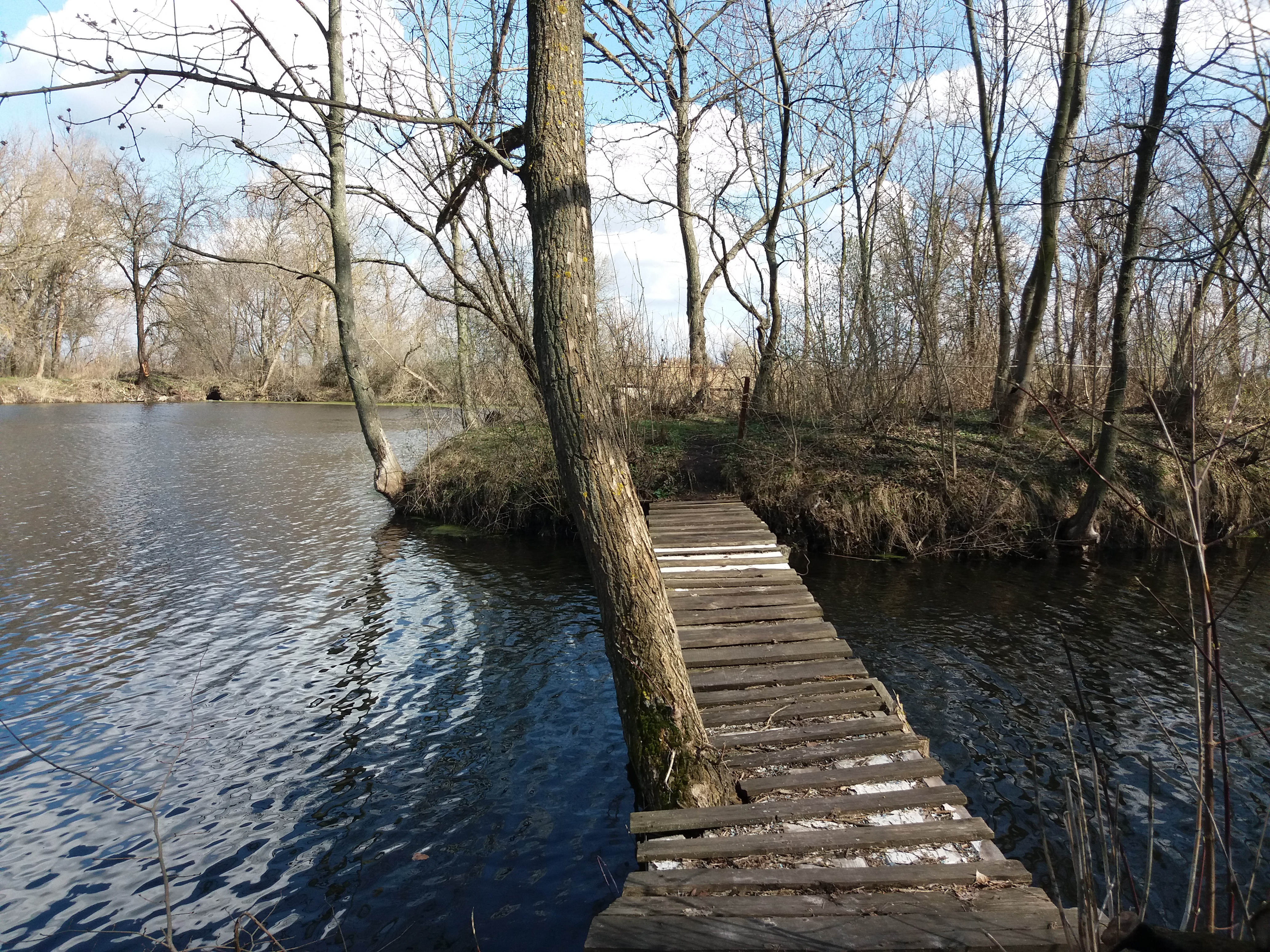
Дерев’яний місток на острівець у парку